# ایالت آزاد آنهالت
ایالت آزاد آنهالت (به آلمانی: Freistaat Anhalt) یک ایالت در جمهوری وایمار بود که در ۱۲ نوامبر ۱۹۱۸ و پس از استعفای دوک آنهالت تشکیل شد. در سال ۱۹۳۳ و پس از دست‌یابی نازی‌ها به قدرت، این ایالت خود بخشی از ماگدبورگ-آنهالت شد. این ایالت پس از جنگ جهانی دوم و اشغال آلمان توسط متفقین از بین رفت.